# Сосново-дубові ліси Сьєрра-Мадре-де-Оахаки
Сосново-дубові ліси Сьєрра-Мадре-де-Оахаки (ідентифікатор WWF: NT0309) — неотропічний екорегіон тропічних та субтропічних хвойних лісів, розташований на півдні Мексики.

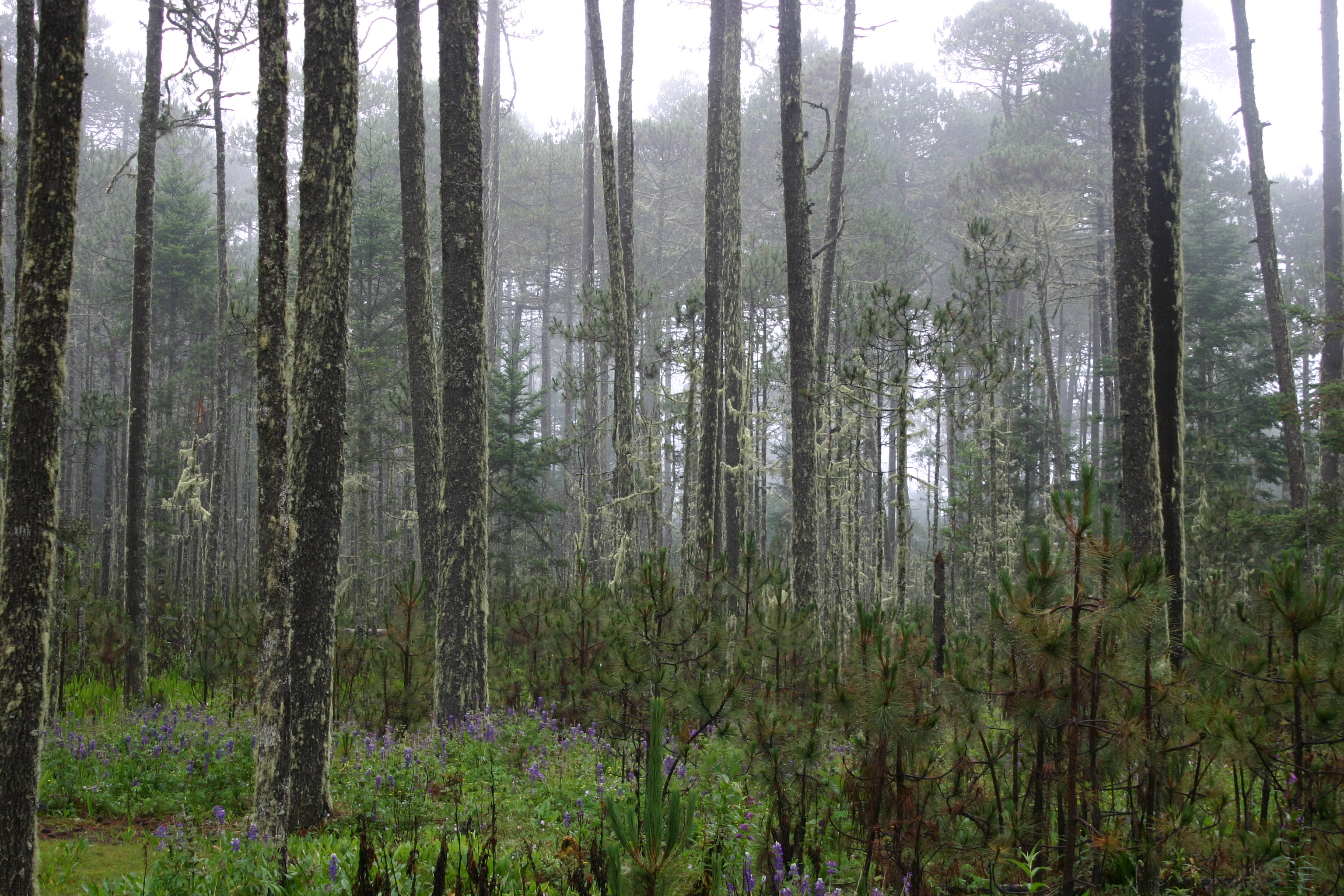
Сосновий ліс в горах Сьєрра-Мадре-де-Оахака

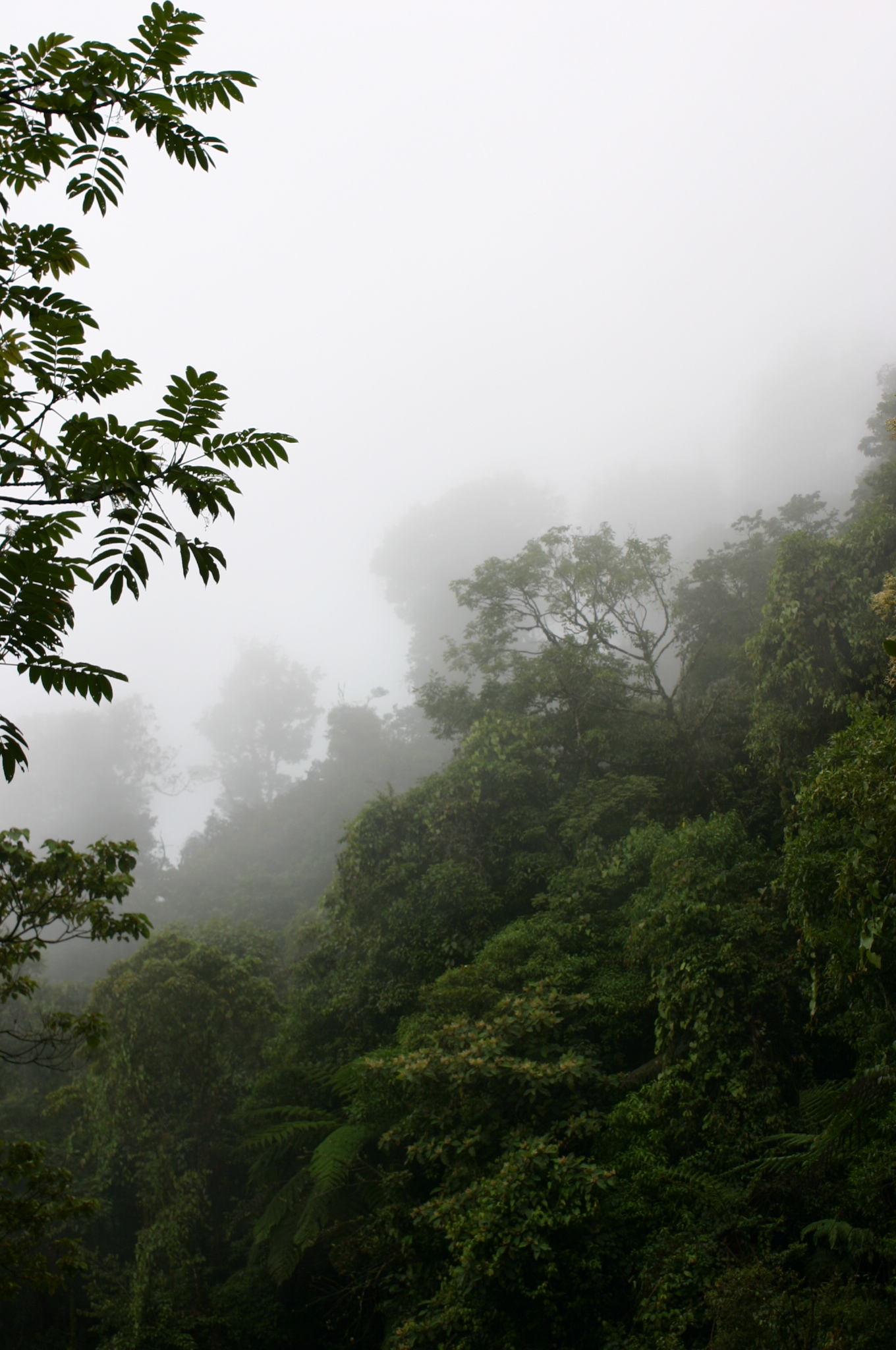
Хмарний ліс в горах Сьєрра-Мадре-де-Оахака

## Географія
Екорегіон сосново-дубових лісів Сьєрра-Мадре-де-Оахаки охоплює гірську систему Сьєрра-Мадре-де-Оахака, яка простягається на 300 км з північного заходу на південний схід, від діючого вулкана Піко-де-Орісаба або Сітлалтепетль, найвищої гори Мексики заввишки 5636 м, до перешийка Теуантепек. Більша частина Сьєрра-Мадре-де-Оахаки розташована в регіоні Сьєрра-Норте в штаті Оахака, а північна частина гірської системи лежить на кордоні між штатами Пуебла та Веракрус. На схід від гірської системи лежить Примексиканська низовина. Низка річкових долин відділяють Сьєрра-Мадре-де-Оахаку від Південної Сьєрра-Мадре, розташованої на південному заході, та від гір Трансмексиканського вулканічного поясу, розташованих на північному заході.
Сьєрра-Мадре-де-Оахака є південним продовженням Східної Сьєрра-Мадре, яке лежить на південь від Трансмексиканського вулканічного поясу. Ця гірська система складається з кількох гірських хребтів, таких як Сьєрра-де-Зонголіка, Сьєрра-Масатека, Сьєрра-де-Хуарес, Сьєрра-де-Вілья-Альта, Сьєрра-Ікстлан та Сьєрра-Міхе, розділені глибокими долинами річок, що стікають на схід до Мексиканської затоки, такими як Ріо-Бланко, Санто-Домінго та Кахонес. Більша частина Сьєрра-Мадре-де-Оахаки розташована на висоті понад 1000 м над рівнем моря, а багато гірських вершин підіймаються на висоту понад 2500 м над рівнем моря. Найвищою вершиною регіону є гора Серро-Семпоальтепетль заввишки 3420 м.
Сосново-дубові ліси Сьєрра-Мадре-де-Оахаки, разом із сосново-дубовими лісами Південної Сьєрра-Мадре, поширеними на південному заході, та сосново-дубовими лісами Трансмексиканського вулканічного поясу, поширеними на півночі, є частиною комплексу Мадрейських сосново-дубових лісів. На східних схилах Сьєрра-Мадре-де-Оахаки сосново-дубові ліси переходять у вологі гірські ліси Оахаки, поширені на висоті нижче 1600 м над рівнем моря. В долинах на захід від Сьєрра-Мадре-де-Оахаки розташовані екорегіони маторалю Теуаканської долини, сухих лісів Бальсасу, а на південь від гір, у Центральних долинах Оахаки та на узбережжі затоки Теуантепек, — екорегіон Південно-Тихоокеанських сухих лісів.

## Клімат
В горах екорегіону переважає високогірний субтропічний клімат (Cwb або Cfb за класифікацією кліматів Кеппена). Середньорічна температура в регіоні становить 16-20 °C. Середньорічна кількість опадів коливається від 700 мм на західних схилах до 2000-4000 мм на вологих східних схилах, звернених до Мексиканської затоки.

## Флора
В межах екорегіону зустрічаються різні рослинні угруповання, зокрема тропічні вічнозелені ліси, гірські хмарні ліси, соснові, дубові та сосново-дубові ліси. Їх розподіл залежить від клімату, висоти над рівнем моря та експозиції схилів. 
Соснові ліси переважають на висоті від 1600 до 2600 м над рівнем моря. У цих лісах домінують різні види сосен (Pinus spp.), зокрема мексиканські білі сосни (Pinus ayacahuite), мічоаканські сосни (Pinus devoniana), сосни Лоусона (Pinus lawsonii), чіапаські сосни (Pinus chiapensis) та гладкокорі сосни (Pinus pseudostrobus), які виростають до 25-40 м заввишки. Соснові ліси Сьєрра-Мадре-де-Оахаки характеризуються розвиненим підліском та трав'яним ярусом, який складається з різноманітних представників родини Вересові (Ericaceae).
Сосново-дубові ліси переважають на висоті від 2000 до 2800 м над рівнем моря. У цих лісах домінують сосни Хартвега (Pinus hartwegii), мічоаканські сосни (Pinus devoniana), сосни Лоусона (Pinus lawsonii), сосни Монтесуми (Pinus montezumae), лаврові дуби (Quercus laurina) та нитчастолисті дуби (Quercus rugosa). На великих висотах домінуючими видами стають сосни Хартвега (Pinus hartwegii), мексиканські білі сосни (Pinus ayacahuite) та розлогі сосни (Pinus patula). Соснові ліси на півночі Оахаки подекуди перемежовуються з гірськими хмарними лісами.
Дубові ліси переважають на висоті від 2000 до 2500 м над рівнем моря. У цих лісах домінують різні види дубів (Quercus spp.), зокрема товстолисті дуби (Quercus crassifolia), каштанові дуби (Quercus castanea), товстоногі дуби (Quercus crassipes), нитчастолисті дуби (Quercus rugosa) та лаврові дуби (Quercus laurina). На висоті нижче 2000 м над рівнем моря видовий склад дубових лісів змінюється, і домінуючими видами стають магнолієлисті дуби (Quercus magnoliifolia) та дуби Урбана (Quercus urbanii), а також сосни Лоусона (Pinus lawsonii), гладкокорі сосни (Pinus pseudostrobus) та чіуауанські сосни (Pinus leiophylla). На висоті 1800-2050 м над рівнем моря зустрічається особливий різновид сосново-дубових лісів, який включає мексиканську ореомунею (Oreomunnea mexicana) або гуаябо-амарільйо. Загалом в екорегіоні зустрічається 45 видів дубів (Quercus spp.), що більше, ніж в інших гірських регіонах Мексики.
Деякі частини екорегіону, розташовані на вологих східних схилах Сьєрра-Мадре-де-Оахаки, підтримують гірські хмарні ліси, які характеризуються наявністю великої кількості епіфітів, зокрема неймовірних тілландсій (Tillandsia prodigiosa), голколистих пеперомій (Peperomia galioides) та різноманітних язикозубих орхідей (Odontoglossum spp.), чагарників, зокрема лінійних тернстремій (Ternstroemia lineata) та різних видів сідача (Eupatorium spp.), і трав'янистих рослин, зокрема моранських сарсапарелей (Smilax moranensis), довгоцвітих спігелій (Spigelia longiflora) та різних видів шавлії (Salvia spp.). Ці ліси включають як неотропічні, так і неарктичні елементи. Серед деяких видів, що домінують у хмарних лісах Оахаки, слід відзначити мексиканську ореомунею (Oreomunnea mexicana), пірчасте брізілетто (Weinmannia pinnata) та американське амброве дерево (Liquidambar styraciflua).
Сосново-дубові ліси Сьєрра-Мадре-де-Оахаки містять велику кількість видів, що перебувають під загрозою зникнення, таких як ялиця Хікеля (Abies hickelii), кипарис Бентема (Hesperocyparis benthamii), та багато видів ендемічних папоротей. Таким чином, вони представляють велику цінність для природоохоронців. Ліси, поширені на схилах гірського хребта Сьєрра-де-Хуарес, який є частиною Сьєрра-Мадре-де-Оахаки, характеризуються одним з найвищих рівнів флористичного різноманіття в Оахаці. Тут знаходиться один з п'яти центрів ендемізму родини бобових (Fabaceae) в Мексиці, однак більшість ендемічних видів, обмежених горами Сьєрра-де-Хуарес, належать до родин Маренові (Rubiaceae) та Монімієві (Monimiaceae). Серед ендемічних рослин, поширених в лісах Сьєрра-де-Хуареса, слід відзначити хуареську хоровіцію (Horovitzia cnidoscoloides), павуковолосник Жинетт (Arachnothryx ginetteae), серро-пелонський антуріум (Anthurium cerropelonense), напівяйцелистий антуріум (Anthurium subovatum), єтленський антуріум (Anthurium yetlense) та гребінчастий сингоніум (Syngonium sagittatum). Крім того, ці ліси є рефугіумом для двох рідкісних реліктових видів — рідкоцвітого гібасоїдеса (Gibasoides laxiflora) та карликового матудантуса (Matudanthus nanus).

## Фауна
В межах екорегіону зустрічається 176 видів ссавців, зокрема білохвості олені (Odocoileus virginianus), ошийникові пекарі (Dicotyles tajacu), центральноамериканські тапіри (Tapirus bairdii), мексиканські кролики (Sylvilagus cunicularius), мексиканські рудочереві вивірки (Sciurus aureogaster), мексиканські лісові хом'яки (Neotoma mexicana), мексиканські врожайниці (Reithrodontomys mexicanus), врожайниці Суміхраста (Reithrodontomys sumichrasti), мексиканські коенду (Coendou mexicanus), віргінські опосуми (Didelphis virginiana), північні тамандуа (Tamandua mexicana), верапаські мідиці (Sorex veraepacis) та сірі волохатохвости (Lasiurus cinereus).
Серед хижаків, поширених в горах Сьєрра-Мадре-де-Оахаки, слід відзначити ягуара (Panthera onca), північноамериканську пуму (Puma concolor couguar), оцелота (Leopardus pardalis), маргая (Leopardus wiedii), ягуарунді (Herpailurus yagouaroundi), койота (Canis latrans), сіру лисицю (Urocyon cinereoargenteus), тайру (Eira barbara), північноамериканську котофредку (Bassariscus astutus), какоміцлі (Bassariscus sumichrasti), кінкажу (Potos flavus), білоносу носуху (Nasua narica), американського свинорилого скунса (Conepatus leuconotus), довгохвостого скунса (Mephitis macroura) та звичайного ракуна (Procyon lotor). Ендеміками екорегіону є семпоальтепецькі полівки (Microtus umbrosus), оахацькі великомиші (Megadontomys cryophilus), семпоальтепецькі оленячі миші (Habromys lepturus), ікстланські оленячі миші (Habromys ixtlani), сьєрра-хуареські оленячі миші (Habromys chinanteco) та великі мексиканські дрібновухі мідиці (Cryptotis magna), а майже ендемічними його представниками — оахацькі полівки (Microtus oaxacensis), великомиші Нельсона (Megadontomys nelsoni), чорноплямисті оленячі миші (Peromyscus melanocarpus), ікстланські мідиці (Sorex ixtlanensis), мексиканські дрібновухі бурозубки (Cryptotis mexicana) та ширококігтеві бурозубки Голдмана (Cryptotis goldmani).
Орнітофауна екорегіону нараховує близько 450 видів птахів. Серед птахів, поширених в горах Сьєрра-Мадре-де-Оахаки, слід відзначити чубату пенелопу (Penelope purpurascens), мексиканську перепелицю-клоуна (Cyrtonyx montezumae), багряногорлого колібрі (Lamprolaima rhami), північного колібрі-герцога (Eugenes fulgens), мексиканського колібрі-сапфіра (Basilinna leucotis), аметистовогорлого колібрі-самоцвіта (Lampornis amethystinus), мексиканського колібрі-ельфа (Selasphorus heloisa), рудокрилу амазилію-берила (Saucerottia beryllina), неоарктичного яструба (Accipiter striatus), темну сову (Asio stygius), гірського сичика-горобця (Glaucidium gnoma), гірського трогона (Trogon mexicanus), оливковоголового тукана (Aulacorhynchus prasinus), чорноволу гілу (Melanerpes formicivorus), панамського катіту (Bolborhynchus lineola), плямистолобого дереволаза (Lepidocolaptes affinis), соснового бекарда (Pachyramphus major), великого піві (Contopus pertinax), соснового піві-малюка (Empidonax affinis), рудого монудо (Mitrephanes phaeocercus), короткодзьобого віреона (Vireo huttoni), каштановобокого віреона (Vireolanius melitophrys), однобарвну сойку (Aphelocoma unicolor), чорноголову сизойку (Cyanocitta stelleri), американського ополовника (Psaltriparus minimus), сіроволого тріщука (Henicorhina leucophrys), бронзовокрилого солітаріо (Myadestes occidentalis), білогорлого дрозда (Turdus assimilis), сальвадорського дрозда (Turdus infuscatus), гірського дрозда-короткодзьоба (Catharus frantzii), сірого чубака (Ptiliogonys cinereus), ялинового шишкаря (Loxia curvirostra), неотропічного чижа (Spinus notatus), чорноголового кіпаля (Hesperiphona abeillei), рудого пінсона (Aimophila rufescens), мінливобарвного зеленника (Chlorospingus flavopectus), окаї (Pipilo ocai), мексиканського пісняра (Oreothlypis superciliosa), чорногорлу чернітку (Myioborus miniatus), білокрилу чернітку (Myioborus pictus), золотобрового коронника (Basileuterus belli) та білокрилу пірангу (Piranga leucoptera). Майже ендемічними представниками екорегіону є чорногорлі перепелиці (Dendrortyx macroura), білосмугі дереволази (Lepidocolaptes leucogaster), зеброві різжаки (Campylorhynchus megalopterus), малі гагери (Cyanolyca nanus), сизі віреони (Vireo brevipennis), іржасті дрозди-короткозьоби (Catharus occidentalis), мексиканські квічалі (Ridgwayia pinicola), жовточереві заросляки (Atlapetes pileatus), мексиканські юнко (Junco phaeonotus), білощокі червонії (Cardellina rubra) та червоноголові піранги (Piranga erythrocephala).

## Збереження
Завдяки надзвичайно стрімкому та нерівному рельєфу Сьєрра-Мадре-де-Оахаки значна частина сосново-дубових лісів екорегіону залишається відносно незайманою. Тим не менш, розвиток сільського господарства та надмірний випас худоби загрожують збереженню природи регіону. Втрата середовища проживання може значно вплинути на популяції багатьох тварин і рослин, які залежать від сосново-дубових лісів.
Оцінка 2017 року показала, що 904 км², або 6 % екорегіону, є заповідними територіями. Природоохоронні території включають: Національний парк імені Беніто Хуареса, Національний парк Каньйон-дель-Ріо-Бланко, Біосферний заповідник Теуакан-Куїкатлан та Державний парк Ієрве-ель-Агуа.